# Mordella rouyeri
Mordella rouyeri is een keversoort uit de familie spartelkevers (Mordellidae). De wetenschappelijke naam van de soort is voor het eerst geldig gepubliceerd in 1920 door Píc.